# Charles Hobson
Charles Rider Hobson, baron Hobson (ur. 18 lutego 1903, zm. 17 lutego 1966) – brytyjski polityk Partii Pracy, deputowany Izby Gmin, par.

## Działalność polityczna
W okresie od 5 lipca 1945 do 23 lutego 1950 reprezentował okręg wyborczy Wembley North, a od 23 lutego 1950 do 18 września 1959 okręg wyborczy Keighley w brytyjskiej Izbie Gmin. Od 1947 do 1951 był też asystentem poczmistrza generalnego w pierwszym i drugim rządzie premiera Attleego. Od 20 stycznia 1964 zasiadał w Izbie Lordów i od 1964 jako lord-in-waiting był też członkiem pierwszego rządu premiera Wilsona.